# سيد جودة
سيد جودة (1968-) شاعر مصري.

## حياته
تخرج في كلية الألسن جامعة عين شمس متخصصاً في اللغة الصينية. حصل على منحة دراسية عام 1988-1989 لدراسة اللغة الصينية في بكين وتخرج في معهد بكين للغات. وفاز بجائزة الشعر الأولي في كلية الألسن عام 1990، كما فاز بجائزة «الشاعر الساحر» عام 2012 من مجلة «أبيات ساحرة للنقد الأدبي» التي تصدر باللغة الإنجليزية، وفاز بجائزة تقديرية عن قصيدته «قطار الليل» من جريدة «الشعرالصيني العالمي» في 2014. هاجر للصين عام 1992 واستقر في هونغ كونغ منذ مطلع 1993. له أربعة عشر كتاب باللغات العربية والإنجليزية والصينية ما بين شعر ورواية وترجمة. نشر أربعة دواوين شعرية باللغة العربية، ديوانين باللغة العربية والإنجليزية، أعماله الكاملة باللغة الصينية، وروايتين باللغة الإنجليزية. له قيد الطبع ديوان شعر باللغة العربية ورواية باللغة الإنجليزية.
ترجمت أعماله الشعرية للعديد من اللغات مثل الإنجليزية، الصينية، الفرنسية، الروسية، الإسبانية، المقدونية، الأوزباكستانية، والمنغولية. قام بترجمة العديد من القصائد الصينية والإنجليزية لأكثر من خمسين شاعرًا من الصين وهونج كونج إلى اللغة العربية ونُشِرتْ جميعها في مصر في أربع ملفات في جريدة «أخبار الأدب» وملف في مجلة «شعر» كلها عن الشعر في الصين وهونج كونج. أعيد تداول ونشر ترجماته على العديد من المواقع الإلكترونية. كما قام بترجمة العديد من القصائد العربية للغة الصينية والإنجليزية نشر بعضها في عدة مجلات أدبية في هونج كونج. هذه الترجمات من الشعر العربي للغة الصينية والإنجليزية ومن الشعر الصيني والإنجليزي للغة العربية في انتظار نشرها في أربعة كتب منفصلة في مصر والصين وهونج كونج. شارك في العديد من المهرجانات الشعرية الدولية حول العالم. يحرِّر موقعًا أدبيًا بخمسة لغات (العربية-الصينية-الإنجليزية-الفرنسية-الألمانية). حصل على درجة الدكتوراه في الأدب المقارن من جامعة سيتي يونيفرستي في هونج كونج. محور رسالته هو «عودة الأشكال القديمة في الشعر المعاصر» متناولاً الشعر الصيني والعربي والغربي كأمثلة. اهتماماته الأخرى تتمثل في الشعر المقارن ودراسة مقارنة في علم العروض بين الشعر الصيني والعربي والغربي.

## أعماله الأدبية
أعمال شعرية باللغة العربية:
- دخان الحب 1990، دار المشرق العربي، القاهرة.
- تساؤلات كاسندرا الحزينة 2005، ميريت، القاهرة.
- بين انكسار الحلم والأمل 2005، سنابل، القاهرة.
- في هدأة الليل 2010، ندوة، هونج كونج.

أعمال شعرية مترجمة:
- نبي الشعراء (2008) – ديوان شعر يحتوي على 35 قصيدة مترجمة إلى اللغة المقدونية،2008، دار ماكافاي للنشر، سكوبيه.
- أنا جعلتك عزلتي مجموعة شعرية مترجمة إلى اللغة الصينية، 2009، دار تشينجهاي الشعبية للنشر، تشينجهاي.
- حديث الروح، شعر مقدوني لترايان بتروفسكي مترجم إلى اللغة العربية، 2008، ندوة، القاهرة.
- أماكن سماوية، شعر مقدوني لبرانكو تسفتكوسكي مترجم إلى اللغة، 2008، ندوة، القاهرة.
- قارورة صمغ، شعر عربي لفاطمة ناعوت مترجم للإنجليزية والصينية، 2007، ندوة، هونج كونج.
- في هدأة الليل، مجموعة شعرية لسيد جودة مترجمة للإنجليزية، 2015، ندوة، هونج كونج.

'’'رواية باللغة الإنجليزية:
- حدوتة من القاهرة'’'، 2006، بلاكسميث بوكس، هونج كونج.
- بوابة مغلقة 2015، ندوة، هونج كونج.

ترجمة:
ترجم مئات القصائد من وإلى اللغات العربية، الصينية، والإنجليزية نشرت في العديد من الجرائد والمجلات العربية والصينية مثل "أخبار الأدب” و”شعر" في مصر، “طنجة” في المغرب، "أدب هونج كونج"، "الدائرة المستديرة"، "إيقاع وقافية”، "شعر العالم"، "شبكة الشعر"، "ديم سام" إلخ.

## أنشطة
- أسس دار نشر «ندوة برس» عام 2008 و “ندوة للترجمة للنشر” في 2012 لترجمة ونشر الأدب العربي للغتين الصينية والإنجليزية.
- يدير صالوناً أدبياً شهرياً في هونج كونج لتعريف غير العرب بالأدب والثقافة العربية.
- يحرر موقعاً أدبياً باسم «الندوة العربية» بخمس لغات والذي يعد من بين أهم المواقع الأدبية باللغة العربية (http://www.arabicnadwah.com).
- شارك في العديد من المهرجانات الأدبية الدولية منها ملتقى الشعر العربي في القاهرة 2006، «مان هونج كونج الأدبي الدولي» (2002-2003-2004-2005-2006-2007)، مهرجان نهر اللؤلؤة الدولي للشعر في جنوب الصين 2005، مهرجان تشينجهاي الدولي للشعر في شمال الصين 2007، مهرجان ستروجا للشعر في مقدونيا (2008-2009)، مهرجان منتصف الخريف الدولي للشعر في سبتمبر 2014.